# متلازمة الالتهاب الكلوي الحاد
متلازمة الالتهاب الكلوي الحاد أو متلازمة الالتهاب الكلوي هي مجموعة من العلامات (تسمى متلازمة) ترتبط بأمراض تأثر بالكلى، بالتحديد أمراض الكبيبة. تتميز بوجود غشاء كبيبي ومساحات صغيرة في الخلايا الرجلاء الموجودة في الكبيبة. وتكون سعة هذه المسامات كافية للسماح بمرور البروتينات (بيلة بروتينية) وكريات الدم الحمراء (بيلة دموية) في البول. على نقيض ذلك، هنالك المتلازمة الكلائية التي تتميز بمرور البروتينات فقط في البول. وتتشابه المتلازمتان المتلازمة الكلوية والمتلازمة الكلائية، بارتباطهما بنقص ألبيومين الدم بسبب مرور بروتين ألبيومين من الدم إلى البول.

## العلامات والأعراض

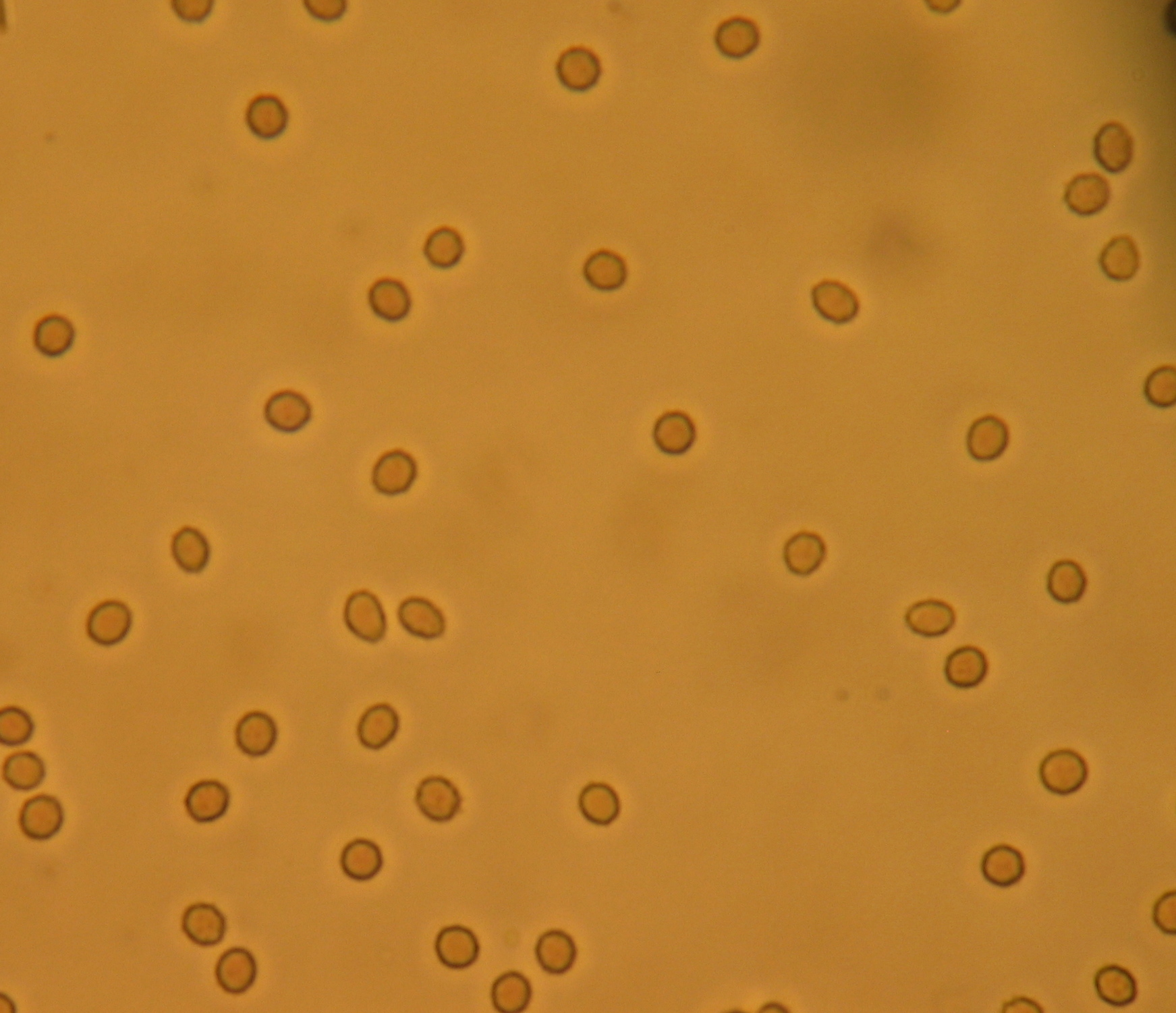
بيلة دموية

الأعراض التي تظهر في المتلازمة الكلوية هي:
- بيلة دموية (وجود دم في البول)[3]
- بيلة بروتينية (وجود بروتين في البول)[3]
- ارتفاع ضغط الدم[4]
- تشوش بالرؤية[5]
- تنترج الدم[6]
- قلة البول (انخفاض كمية البول <400 ملل/ اليوم)[6]

## الأسباب

فرفرية

السبب وراء المتلازمة الكلوية عادة ما يكون التهاب في الكبيبة من بقايا البول. قد يكون السبب أيضا عدوى، مرض مناعة ذاتية، أو خثاري. يمكن تقسيم الأسباب حسب المراحل العمرية كالتالي:
الأطفال والمراهقين
- اعتلال الكلية بالأيج A
- التهاب كبيبات الكلى ما بعد الإصابة بالعقديات
- متلازمة انحلال الدم اليوريمي
- فرفرية شونلاين هينوخ

البالغين
- متلازمة غودباستشر
- ذئبة حمامية مجموعية
- التهاب كبيبات الكلى المترقي السريع
- التهاب الشغاف العدوائي

## فزيولوجية المرض
الفيزيولوجيا المرضية للمتلازمة الكلوية تعتمد علي مكان حدوث الضرر الناجم عن المعقد الضدي المستضدي وهو عبارة عن الجسم المضاد مرتبطا بمولد الضد (في الكبيبة). في حالة وجود اعتلال كلوي ناتج عن الكريين المناعي أ، فالكبيبة ستكون غير قادرة على على تصفية الكريين المناعي أ مع مولد الضد له، وسينتج عنه ردة فعل التهابية. وسيتم أيضا إفراز السايتوكاينات (وعوامل النمو)، وبالتالي سيحدث تندب في الكبيبة.

## التشخيص
التشخيص الكلاسيكي للمتلازمة الكلوية يكون التهاب كبيبات الكلى التالي للإصابة بالبكتيريا العقدية، لأنه من المضاعفات الجلدية الناتجة عن الالتهاب بالبكتيريا العقدية.
من الاختبارات التي تجرى لتشخيص المصابين بالمتلازمة الكلوية: فحص الكهارل في الدم، فحص نتروجين اليوريا في الدم، اختبار البوتاسيوم، فحص البروتين في البول، تحليل البول، أخذ خزعة من الكلية.

## العلاج
العلاج للمتلازمة الكلوية يتضمن إعطاء أدوية فرط ضغط الدم ومضادات الاتهاب. ويتضمن أيضا تخفيض مستوى البوتاسيوم الملح، والراحة الجسدية.

### توقعات سير المرض
لا تعتبر المتلازمة الكلوية مرضا بحد ذاته، لذلك تعتمد توقعات سير المرض على السببيات. لكن عادة ما تكون توقعات سير المرض في الأطفال المصابين بالمتلازمة الكلوية الناتجة عن التهاب كبيبات الكلى ما بعد الإصابة بالعقديات جيدة.

## مزيد من القراءة
- Crutchlow، Eileen M.؛ Dudac، Pamela J.؛ MacAvoy، Suzanne؛ Madara، Bernadette R. (1 يناير 2002). Pathophysiology. Jones & Bartlett Learning. ISBN:9781556425653. مؤرشف من الأصل في 2016-05-01.
- Schrier، Robert W. (13 مايو 2014). Manual of Nephrology. Lippincott Williams & Wilkins. ISBN:9781469887364. مؤرشف من الأصل في 2016-06-03.

## روابط خارجية
- Nephritic syndrome - A to Z topics.